# تونی کالوو
تونی کالوو (انگلیسی: Toni Calvo؛ زادهٔ ۲۸ مارس ۱۹۸۷) بازیکن فوتبال اهل اسپانیا است.
از باشگاه‌هایی که در آن بازی کرده‌است می‌توان به باشگاه فوتبال بارسلونا، باشگاه فوتبال بارسلونا سی، باشگاه فوتبال پارما، باشگاه فوتبال آنورتوسیس فاماگوستا، باشگاه فوتبال آریس سالونیک، باشگاه فوتبال بارسلونا بی، و باشگاه فوتبال لفسکی صوفیه اشاره کرد.
وی همچنین در تیم‌های ملی فوتبال زیر ۱۶ سال اسپانیا، زیر ۱۷ سال اسپانیا، زیر ۱۹ سال اسپانیا، و زیر ۲۰ سال اسپانیا بازی کرده‌است.